# Hvataljka (glazbala)
Hvataljka (engl. fingerboard; njem. Griffbrett; tal. la tastiera) je važan dio većine glazbala sa žicama: to je tanka, uska i uzdužna ploha ravnoga ili zaobljenoga oblika zalijepljena na prednjem dijelu vrata glazbala. Najčešće je izrađena od drveta i u nju se utiskuju pragovi, odnosno prečnice. Iznad hvataljke na vratu glazbala napete su žice koje glazbenik prstima pritišće na hvataljku: tako se skraćivanjem duljine žice koja vibrira od mjesta pritiska do konjića određuje visina tona. U nekim se jezicima "hvataljka" kao izraz rabi i u uputama za izvođenje: primjerice, u glazbi se talijanska oznaka "sul tasto" kod gudača odnosi na željeni položaj gudala iznad hvataljke kako bi se dobila specifična boja tona. Gitaristima ta oznaka sugerira položaj desne ruke iznad hvataljke, tj. upućuje ih na istu skladateljevu želju glede zvukovne interpretacije. Zbog svoje tvrdoće, hvataljka ujedno štiti vrat glazbala od mogućih oštećenja.

## Pragovi (prečnice)
Na vrat, odnosno hvataljku dizajnom je predviđena ugradnja pragova koji glazbeniku prilikom okomitoga pritiska prstom na žicu pomažu pri preciznom "stopiranju" na određenom mjestu, a tako je moguće i s manje snage nego samo prstima prigušiti vibraciju žice. Obično su pragovi fiksirani na hvataljci kao u gitare ili mandoline, ali može biti kao u primjeru lutnje da su pokretni. Interesantna je spoznaja da su se tijekom povijesnoga razvoja lutnje žice od životinjskih crijeva slagale zajedno s pragovima od crijeva omotanim i zavezanim oko njezina vrata. Ovakav položaj pragova i žica na lutnji bio je veliki problem kako glazbenicima, tako i onima koji su se bavili glazbenom teorijom.

Hvataljka također može biti dizajnirana i bez pragova (engl. fretless) što je većinom slučaj kod gudačkih glazbala. Glazbala s hvataljkom bez pragova dopuštaju glazbeniku veću kontrolu nad suptilnim zvukovnim promjenama nego modeli s pragovima, ali općenito se smatraju tehnički zahtjevnijima u svladavanju precizne intonacije. Također možemo vidjeti primjere hvataljki koje su dizajnom kombinacija tih dvaju spomenutih modela. Jedan od najboljih takvih primjera je sitar, popularno indijsko glazbalo kojemu su zakrivljeni pragovi priključeni na rubu vrata. Za razliku od glazbala s pragovima gdje se pritiskom na žicu između pojedinih pragova ostvari kontakt s hvataljkom, na tom se glazbalu s pragovima iznad žica ton proizvodi pritiskom na žicu ispod praga.

Polja na hvataljci omeđena su pragovima, a radi preglednijega snalaženja među njima obilježena su orijentacijskim oznakama tonova (najčešće točka ili kvadrat): na električnoj gitari te su oznake na 3., 5., 7., 9., 12., 15., 17., 19., i 21. polju. Varijacije u izradi tih oznaka uistinu su raznolike, tako da od već spomenutih postoje modeli gdje su zbog bolje preglednosti postavljeni bočno na rub vrata, pa i do ugradbe svjetlećih dioda što je poseban vizualni doživljaj u mraku pozornice.

Tijekom vremena pragovi se istroše što tada rezultira "zujanjem" tona, jer žica zapinje za susjedni prag. Stanje pragova na hvataljci može se provjeriti jednostavnom metodom da se prisloni ravnalo na pragove po dužini vrata i vizualno se utvrdi odstupanja visine praga od praga. U slučaju odstupanja pragovi se moraju prebrusiti na istu visinu.

Varijacije:  osim modela s ravnim pragovima, postoje modeli gitara sa zakrivljenim ili savijenim pragovima, koje je dizajnirao Andres Thidell iz Švedske. Rezultat koji se postiže ugradbom takvih modela pragova je čistije i duže trajanje tona. Efekt tonske preciznosti rezultira i boljim raspoznavanjem tonova uz balansiraniji i puniji zvuk. "Thidell formula 1" izum i ugradnja tih pragova u modele gitara omogućio je kvalitetnije sviranje negoli u onih s klasičnim ravnim pragovima.

## Materijali
Na gudačkim glazbalima poput violine, viole, violončela i kontrabasa hvataljka je najčešće izrađena od ebanovine, palisandera ili nekog drugog tvrdog drveta.
 Na nekim modelima gitara vrat i hvataljka su izrađeni od javora iz jednoga komada drveta. Neki suvremeni graditelji glazbala za izradu hvataljke upotrebljavaju i druge, laganije materijale od drva, primjerice materijale od ugljičnih vlakana (engl. carbon-fiber).

## Parametri
Tipična hvataljka vrata na glazbalima obično je duga pravokutna traka. Na gitari, mandolini, ukuleleu i sličnim instrumentima je ravna i široka, ali može biti i blago zakrivljena cilindrična, ili stožasta (kupasta) forma. U odnosu na širinu vrata relativno je velikog promjera. Polumjer, ili radijus hvataljke, u primjeru žičanih instrumenata ogled je zakrivljenosti cijele dužine vrata, od glave i kobilice do drugog kraja koji je zalijepit ili pričvršćen vijcima za tijelo instrumenta.

Gudački instrumenti lijep su primjer gdje je radijus hvataljke nešto izražajniji, i odnos rasporeda svake pojedine žice kako ga prati od mosta do kobilice.

Duljina, širina, debljina i tvrdoća hvataljke može utjecati na boju instrumenta.
Informacije o većini modela hvataljki mogu se saznati primjenom sljedećih parametara:
- w1 - širina kobilice (pri glavi instrumenta).
- w2 - širina na polovici dužine skale hvataljke (obično na 12., polju).
- h1 - profil visine na kobilici.
- h2 - profil visine na polovici duljine skale.
- r - polumjer hvataljke, koji ne mora biti cijelom dužinom jednak.

### Polumjer
Ovisno o vrijednostima polumjera r, i njegovog prostiranja preko duljine vrata, sve hvataljke se mogu svrstati u jednu od ove četiri kategorije:
| 1. | Ravna           | Hvataljka na instrumentu nema polumjer. Kobilica i most su ravni, i žice su sve u jednoj ravnini. | {\displaystyle r=\infty }                                       |
| 2. | Cilindrična     | Hvataljka vrata od mosta do kobilice prati konstantan polumjer (strogo govoreći vrat je malo uži pri kobilici nego pri mostu). | {\displaystyle r=r_{1}=r_{2}=const}                             |
| 3. | Stožasta        | Hvataljka ima različit radijus koji se obično širi linearno od r1 na kobilici, prema r2 mostu instrumenta. Ovaj način dizajna ponekad se naziva i složeni radijus. Obje strane su zakrivljene, do kobilice manji, a pri mostu veći radijus. | {\displaystyle r(x)=r_{1}+{\frac {x}{l}}(r_{2}-r_{1})}          |
| 4. | Pomiješani spoj | Hvataljka nije strogo stožasta/konusna, ali je ipak pri kobilici zaobljena s linearnim pružanjem ka mostu. Svi dijelovi hvataljke su zaobljeni, ali vrat nema strogo stožasti oblik.                                                        | {\displaystyle r(x)=f(x)}, usually {\displaystyle r(l)=\infty } |

Napomena:
- {\displaystyle l} je skala (skala je razmak između vrha na mostu, i vrha na kobilici).
- {\displaystyle x} označava mjesto promjene vrijednosti na hvataljci. Od 0 na kobilici do {\displaystyle l} pri mostu.
- {\displaystyle r(x)} ovisno o mjestu na hvataljci pruža info o polumjeru.
- {\displaystyle f(x)} nelinearna dinamika

Poneki modeli klasičnih gitara, 12-žičanih gitara, gitara s dvostrukim vratom (dvovratke), pedal steel, akustičnih gitara, kao i neki peto, i šestožičani modeli električnih bas-gitara imaju ravnu hvataljku. Dok gotovo svi ostali drugi modeli žičanih instrumenata imaju hvataljku vrata barem blago zakrivljenu.

Modeli gitara s manjim radijusom (184.1 mm - 254 mm) pogodniji su za korištenje sviranja akorda i za ritam bazu. Dok, modeli s većim (305 mm - 406 mm i veći radijus) pogodniji su za sviranje brzih solo instrumentalnih dionica.
Stožasta/konusna hvataljka pokušava spojiti karakteristike dvaju modela tako da je početak skale dizajniiran s nešto manjim radijusom u odnosu na kraj, s ciljem da se olakša hvat akorda.

Na gudačkim instrumentima rijetko možemo vidjeti ravnu hvataljku, u velikoj većini prednjači zakrivljena hvataljka, te u principu koriste gudalo kojim ostvaruju kontakt s njom najčešće na jednu žicu. Za primjer su violine i basevi.

### Primjeri
Tablični prikaz vrijednosti radijusa hvataljki:
| Model                                                        | r | w1                    | w2                 |
| ------------------------------------------------------------ | --- | --------------------- | ------------------ |
| Moderni Fender Stratocaster, Američka gitara                 | 241 mm (9,5")                                                                                             | 42.8 mm (1 11/16")    |                    |
| Vintage Fender Stratocaster gitara                           | 184.1 mm (7.25")                                                                                          |                       |                    |
| Gibson Les Paul gitara                                       | 305 mm (12")                                                                                              | 43,053 mm (1.68")     |                    |
| Ibanez gitara                                                | RG i S serija: 400–430 mm (5.75"-17") Artcore: 305 mm (12")                                               |                       |                    |
| Jackson gitare                                               | 406 mm (16") ili često na novijim modelima složena hvataljka s 305 mm pri kobilici do 406,4 mm pri mostu. |                       |                    |
| Warmoth gitara                                               | složena hvataljka s 254 mm na kobilici, do 406,4 mm pri mostu                                             |                       |                    |
| PRS Guitars Regular                                          | 254 mm (10")                                                                                              | 42 mm (1 21/32")      | 57.1 mm (2.25")    |
| PRS gitare sa širokim i debelim vratom                       | 254 mm (10")                                                                                              | 42.8 mm (1 11/16")    | 57.1 mm (2.25")    |
| PRS gitare 513                                               | 254 mm (10")                                                                                              | 42.4 mm (1 43/64")    | 55.5 mm (2 3/16")  |
| PRS Hiland gitara                                            | 254 mm (10")                                                                                              | 42 mm (1 21/32")      | 56.3 mm (2 7/32")  |
| PRS Santana gitara                                           | 292 mm (11 1/2")                                                                                          | 42 mm (1 21/32”)      | 57.1 mm (2.25")    |
| PRS Custom gitara 22/12                                      | 292 mm (11 1/2")                                                                                          | 44 mm (1 47/64")      | 58.3 mm (2 19/64") |
| Većina modela električnih gitara s LSR roller zaključavanjem | 241 – 254 mm (9.5" - 10")                                                                                 |                       |                    |
| Većina električnih gitara s Floyd Rose tremolom              | 254 mm (10")                                                                                              |                       |                    |
| Tradicionalna klasična gitara                                | ravni (nema radijus)                                                                                      | Zavisno od graditelja | Zavisno od modela  |
| Akustična gitara - Martin                                    | 406.4 mm (16")                                                                                            | Zavisno od modela     |                    |
| Akustična gitara - Gibson                                    | 305 mm (12")                                                                                              |                       |                    |
| Najveće veličine (4/4) violina                               | 42 mm | 24 mm                 | 40 mm              |

- Razni uzorci radijusa hvataljki
- 152,4 mm
- 222,2 mm
- 342,9 mm
- 254 mm
- 419,1 mm
- 305 mm
- 406,4 mm
- 508 mm

## Rezuckana (skalopirana)
Hvataljka vrata između polja može biti izdubljena u obliku slova "u" (engl. scalloped). Rezultat koji se postiže je taj da će glazbenik s manjim pritiskom na žice koja neće/ne mora dodirnuti tijelo vrata proizvesti ton. Što se tiče povećanja brzine (zbog manjeg pritiska) u sviranju koristeći ovakav model vrata mišljenja glazbenika su podijeljena, ali suglasni su da se postiže bolja preciznost lijeve ruke.

Proces izrade glodanja polja na hvataljci može se uraditi i ručno, ali to je zamoran i mukotrpan posao koji od graditelja zahtjeva ulaganje mnogo vremena. Općenito, skalopiranje hvataljke odradi se s posebnom glodalicom, koja ovisno o dimenziji i broju polja na hvataljci (22., ili 24.) ima toliko i pripadajućih alata. Činjenica jest da rad s njom skrati vrijeme cijeloga posla, i najbitnije u svemu, neusporedivo je preciznija u radu.

Ovaj model hvataljke na gitarama ponajviše koristi švedski shred gitarista, i skladatelj Yngwie Malmsteen. I gitarista engleskog rock sastava  Ritchie Blackmore koristio je potpisani Yngwie Malmsteen Stratocaster model, koji je kao projekat razvijen i proizveden u Fenderu. Gitarista Steve Vai svirao je na Ibanez JEM modelu gitare kojoj su zadnja četiri polja na hvataljci bila rezuckana. Ibanez je 2008. godine za gitaristu Herman Lia proizveo Ibanez E-Gen električnu gitaru, kojoj su skalopirana 21-24 polja. Američki gitarista Karl Sanders u death metal sastavu Nile koristio je nekoliko modela s rezuckanom hvataljkom proizvedenih u pogonima Dean i KxK Guitars.

Tijekom '70-ih godina i engleski gitarista John McLaughlin u sastavu Shakti s indijskim violonistom L. Shankar koristio je akustičnu gitaru, kojoj je cijela hvataljka bila rezuckana.

McLaughlin tada objašnjava da ova značajka dizajna hvataljke povećava raspon intonacije tona žice, uz odsutnost trenja prsta na hvataljci vrata. Rezuckana hvataljka također mu je omogućila primjenu mikrotonske varijacije toliko važne u indijskoj glazbi. Za usporedbu, postiže se sličan efekat kao pri klasičnom korištenju tradicionalnog sitar glazbala.

Eksperimentalni graditelj Yuri Landman proizveo je za John Schmersala gitaristu Indie rock sastava Enon električnu gitaru naziva Twister, s djelomično rezuckanom hvataljkom. Samo ispod tanjih (E, H, G i D) žica.

Ostale poveznice s ovakvim dizajnom hvataljke nalazimo u primjeru južnoindijskog modela gitare Veena, i u obliku modela tradicionalne vijetnamske gitare. Japanski multi-instrumentalist i eksperimentalni graditelj instrumenata Yuichi Onoue proizveo je model električne gitare za vijetnamsku mikrotonsku tehniku sviranja.
Rezuckanje (skalopiranje) hvataljke dijelimo na:
- Potpuna: hvataljka je od prvod do posljednjeg polja rezuckana.[9]
- Djelomična: kada je recimo prvi dio polja zbog potrebe za sviranjem brzih sola rezuckan, dok ostali dio hvataljke za bolji hvat akorda je ravan. Popularniji primjeri modela koje koristi gitarista Kiko Loureiro iz brazilskog heavy metal od 12., do posljednjeg polja je rezuckan. Modele s djelomičnom rezuckavosti hvataljke (od 17-22., 19-24., itd.) koristi na svojim modelima i gitarist Steve Vai. Djelomična rezuckavost može biti primjenita samo ispod tanjih (E, H, G i D) žica, što prakticira Kenan Turgut, Turski graditelj glazbenih instrumenata.

Napomena: imajte na umu da obrada rezuckanja hvataljke dotiče markere tonova, i stoga hvataljka s postojanjem eventualno kompleksno dizajniranih oznaka nije pogodna za ovakav dizajn. Jednostavni (klasični) oblik, ili blok oznake tonova daleko su pogodnije za obradu.

### Prednosti i nedostaci
Izdubljena drvena masa između polja hvataljke uvjetuje niz promjena u pristupu i načinu sviranja gitare.

Očito je da prst koji u dodiru sa žicom ne dotiče vrat, stvori uz manje trenje željeno savijanje tona (enl.bends) i vibrato rezultira sveukupnom boljom kontrolom hvataljke.

Međutim, to je također i jedan od glavnih nedostataka. Mnogi glazbenici (naročito neiskusniji), ili samo s iskustvom korištenja klasične hvataljke požele si nabaviti model gitare s rezuckanim vratom, i tu nastaje problem. Poučeni stečenim iskustvom da moraju pritisnuti žice do hvataljke, u stvari rezuckanu hvataljku pritišću "tvrdo" i stvaraju kontra produkt od željene lakoće i brzine sviranja. Zapravo, glazbenik bi morao prvo steći vježbanjem naviku pravilnog, dovoljnog pritiska, jer "jači" pritisak do hvataljke promijenit će visinu tona, kao u primjeru savijanja tona. Dok, premali pritisak rezultirat će nejasnim zujanjem. Očito je da uspješno sviranje na ovakvim modelima iziskuje od glazbenika strpljenje, disciplinu i vremensku prilagodbu, što u nedostatku poluči da mnogi glazbenici ipak koriste modele gitara s klasičnim oblikom hvataljke.

## Vanjske poveznice
- Dimenzije raznih oblika hvataljki vrata, Ibanez - službena stranica
- Andres Thidell priča o svom izumu, i kako proizvodi svoje modele